# Халиль Ибрагим аз-Заяни
Халиль Ибрагим аз-Заяни (араб. خليل الزياني‎; род. 21 мая 1947, Даммам) — саудовский футболист и футбольный тренер, большая часть карьеры которого связана с клубом «Аль-Иттифак».

## Клубная карьера
Халиль Ибрагим аз-Заяни выступал за клуб «Аль-Иттифак» из своего родного города в 1962—1973 годах.

## Тренерская карьера
Тренерская карьера Халиля Ибрагима аз-Заяни также была связана с «Аль-Иттифаком». В марте 1984 года он отправился в Оман, где заменил уволенного после разгрома от Ирака трёхкратного чемпиона мира, бразильского специалиста Марио Загалло, на посту главного тренера сборной Саудовской Аравии. Эта перестановка происходила во время Кубка наций Персидского залива, и команда под руководством нового наставника одержала две победы и сыграла вничью в оставшихся матчах турнира, заняв итоговое третье место. Затем аз-Заяни возглавлял сборную на летних Олимпийских играх 1984 года в Лос-Анджелесе, где она заняла последнее место в группе, проиграв все три матча.
В октябре 1984 года Саудовская Аравия под началом аз-Заяни уверенно выиграла квалификационную группу Кубка Азии 1984, выиграв все четыре матча с общим счётом 19:0, что позволило команде дебютировать на континентальном первенстве. Более того, саудовцы победили и в финальном турнире, став чемпионами Азии.